# Al-Janoub-Stadion
Das al-Janoub-Stadion, ehemals al-Wakrah Stadium (arabisch ملعب الوكرة Malʿab al-Wakra, DMG Malʿab al-Wakra), ist ein Fußballstadion mit schließbarem Dach in der katarischen Hafenstadt al-Wakra. Die Anlage ist einer von acht Austragungsorte für die Fußball-Weltmeisterschaft 2022 und liegt rund 23 km vom Zentrum der Hauptstadt Doha entfernt. Neben dem verschließbaren Dach besitzt die Spielstätte ein Kühlsystem, sodass das Stadion, trotz des Wüstenklimas, ganzjährig genutzt werden kann. Der Entwurf der Architektin Zaha Hadid in Zusammenarbeit mit AECOM bietet zur WM 44.325 Plätze. Nach der Weltmeisterschaft soll das Stadion für die weitere Nutzung durch den al-Wakrah SC in der Qatar Stars League auf 20.000 Plätze zurückgebaut werden. Die ausgebauten Sitze sollen für Fußballentwicklungsprojekte in Übersee gespendet werden.

## Geschichte
Im Dezember 2010 erhielt Katar den Zuschlag für die Fußball-WM 2022. Im Mai 2014 begannen mit dem ersten Spatenstich die Bauarbeiten am WM-Stadion. Die Eröffnung fand am 16. Mai 2019 statt. Dies zum Anlass standen sich im ersten offiziellen Spiel die Finalisten des Emir of Qatar Cup, dem nationalen Pokalwettbewerb Katars, gegenüber. Im Endspiel traf der al-Duhail SC vor 38.678 Zuschauern auf den al-Sadd SC und siegte mit 4:1. Das al-Wakrah Stadium ist die zweite Spielstätte der WM 2022, nach der Renovierung des Khalifa International Stadium, welches für das Turnier fertiggestellt wurde.
Zum Stadion werden weitere Einrichtungen wie u. a. zwei auf 26 °C gekühlte Trainingsplätze, zwei Sporthallen, vier Tennisplätze, zwei Basketballplätze und weitere sportliche Bereiche entstehen. Darüber hinaus gehören eine Schule, ein Hochzeitssaal, Rad- und Laufstrecken, Restaurants, Einzelhandelsgeschäfte auf 10.000 m² Fläche, Fitnessstudios, Reit- und Parkanlagen sowie ein Vier-Sterne-Hotel mit 150 Zimmern dazu. Die Baukosten sollen sich auf 587,3 Mio. Euro belaufen.

## Spiele der Fußball-Weltmeisterschaft 2022 im al-Janoub-Stadion
Es wurden sieben Partien im al-Janoub-Stadion in al-Wakra ausgetragen.
|                                                  |   |            |                                 |
| Di., 22. Nov. 2022 um 20:00 Uhr MEZ, Gruppe D    |   |            |                                 |
| Frankreich                                       | – | Australien | 4:1 (2:1)                       |
| Do., 24. Nov. 2022 um 11:00 Uhr MEZ, Gruppe G    |   |            |                                 |
| Schweiz                                          | – | Kamerun    | 1:0 (0:0)                       |
| Sa., 26. Nov. 2022 um 11:00 Uhr MEZ, Gruppe D    |   |            |                                 |
| Tunesien                                         | – | Australien | 0:1 (0:1)                       |
| Mo., 28. Nov. 2022 um 11:00 Uhr MEZ, Gruppe G    |   |            |                                 |
| Kamerun                                          | – | Serbien    | 3:3 (1:2)                       |
| Mi., 30. Nov. 2022 um 16:00 Uhr MEZ, Gruppe D    |   |            |                                 |
| Australien                                       | – | Dänemark   | 1:0 (0:0)                       |
| Fr., 2. Dez. 2022 um 16:00 Uhr MEZ, Gruppe H     |   |            |                                 |
| Ghana                                            | – | Uruguay    | 0:2 (0:2)                       |
| Mo., 5. Dez. 2022 um 16:00 Uhr MEZ, Achtelfinale |   |            |                                 |
| Japan                                            | – | Kroatien   | 1:1 n. V. (1:1, 1:0), 1:3 i. E. |